# MK 6 (recirculator)
Aparatul MK 6 Discovery este un aparat recirculator în circuit închis produs de firma Poseidon Diving Systems din Suedia în anul 2007, special conceput pentru scufundări cu caracter sportiv sub curba de securitate.
Aparatul utilizează oxigen și ca diluant aer comprimat iar presiunea parțială a oxigenului (PPO2) din amestecul respirator rezultat este menținută între valorile de 0,4...1,3 bar.

În funcție de adâncime, concentrația oxigenului poate fi de 28...100%, iar concentrația de azot de 0...79%.
Aparatul este prevăzut cu un sistem electronic inovator de auto calibrare și de monitorizare permanentă a senzorilor presiunii parțiale de oxigen (PPO2), atât înainte de scufundare cât și în timpul scufundării.
Furnizarea amestecului gazos se face automat prin intermediul unei supape automate de injecție ce compensează compresia sacului respirator din timpul coborârii în funcție de adâncime.
Aparatul MK 6 Discovery dispune de un panou principal de afișare a parametrilor aparatului și ale scufundării, precum și nu mai puțin de cinci sisteme separate de avertizare sonore, vizuale și tactile.
În caz de urgență scafandrul poate comuta imediat pe circuit deschis, alimentarea cu amestec respirator făcându-se direct din piesa bucală prin intermediul detentorului treapta a II-a incorporat.

## Alte date tehnice
- Adâncime maximă: 40 m
- Temperatura optimă de funcționare: 4…350C
- Dimensiuni: 53 x 41 x 18 cm
- Greutate: 15 kg pe uscat
- Capacitate sac respirator: 4 sau 6 l
- Capacitate canistră cu absorbent de CO2: 2,7 kg SofnoDive 797,  pentru 3 ore de scufundare
- Capacitate butelii din aluminiu: oxygen - 3 l la 100 bar/diluant - 3 l la 210 bar
- Certificare CE: (EN 14143, EN 61508).